# Fernand Lagrange
Pour les articles homonymes, voir Lagrange.
Fernand Lagrange, né Junien Ferdinand Lagrange le 1er juillet 1845 à Pierre-Buffière (Haute-Vienne) et mort à Paris 6e le 31 janvier 1909 est un médecin et physiologiste français qui s'est consacré à la promotion du sport et de l'éducation physique.

## Biographie
Fernand Lagrange est né le 1er juillet 1845 à Pierre-Buffière. Fils d’un médecin de campagne, il fait ses études au lycée impérial de Limoges où il s'inscrit ensuite en médecine avant de soutenir sa thèse à Paris en 1869. Il exerce d’abord à Pierre-Buffière comme médecin rural avant de devenir médecin de cure à Vichy. Musicien et peintre de talent, grand amateur d'effort physique il s'efforce de faire de l'exercice un véritable remède.

### Recherches scientifiques
Alors que les études relatives aux activités physiques sont alors surtout d'ordre anatomique et biomécanique dans la lignée de celles de Pehr Henrik Ling, Etienne-Jules Marey et Georges Demenÿ ses travaux, comme ceux de Paul Bert se situent dans le domaine de la physiologie. Convaincu que le développement physique passe d'abord par le développement pulmonaire, il fait de l'essoufflement le critère de l'utilité d'un exercice. Ce qui l'amène à émettre des réserves vis-à-vis de la gymnastique suédoise dont il souligne bien la rigueur scientifique mais qui reste pratiquée exclusivement en atmosphère confinée donc viciée. Apôtre de la respiration, il préconise les jeux en plein air de préférence à la gymnastique respiratoire des suédistes. En 1907 dans la Revue des maladies de la nutrition il s'insurge contre l'insuffisance de jeux et d'activités en plein air offerts dans les internats.

### Théoricien des pratiques physiques
Praticien, il collabore avec Georges de Saint-Clair en 1889 sur les exercices athlétiques, avec Joseph Charlemont sur la boxe française en 1899. Son implication concrète ne s'arrête pas là : il apporte aussi ses compétences à la longue paume (1891) et plus tardivement au jiu-jitsu (1906).
Expert ministériel, il se déplace en mission en Suède (1890), Allemagne et Autriche (1892), Suisse pour y étudier les différentes méthodes en vigueur et produit des rapports fort circonstanciés et appréciés à son retour.
Enfin il se maintient au-dessus des clans et coteries et, en dépit de l'inimitié entre ces deux fortes personnalités, apporte sa collaboration autant au Comité de Pierre de Coubertin qu'à la Ligue de Paschal Grousset.

## Ouvrages
- Considérations sur la physionomie et les altérations qu'elle subit dans les maladies (1869)
- Physiologie des exercices du corps Alcan (1888)
- L'hygiène de l'exercice chez les enfants et les jeunes gens Alcan (1890)
- De l'exercice chez les adultes Alcan (1891)
- Réflexion sur la réforme de l'éducation physique (1892)
- La médication par l'exercice Alcan (1894)
- Traité de gymnastique médicale suédoise Alcan (1898) avec le docteur Anders Gustaf Wide et Boucart,
- Les mouvements méthodiques de la mécanothérapie Alcan (1899)
- Le traitement des affections du cœur par l'exercice et le mouvement Alcan (1903)
- La Fatigue et le Repos Alcan (1912) - manuscrit inachevé, publié de manière posthume grâce à Dr F. De Grandmaison

## Notoriété
Il est la référence du sport hygiéniste et ses ouvrages et rapports reçoivent de nombreux prix et récompenses tant de l'Institut que du ministère de l'instruction publique. Particulièrement :
- sa Physiologie des exercices du corps a été couronné par l'Académie de médecine (prix Vernois) et
- son rapport sur la gymnastique suédoise par l'Académie des beaux-arts en 1891 (prix Monbinne)[7].

Le collège de Pierre-Buffière, sa ville natale, porte son nom.